# روبرت إل. باتلر
روبرت إل. باتلر (بالإنجليزية: Robert L. Butler)‏ هو سياسي أمريكي، ولد في 23 يناير 1927 في ماريون في الولايات المتحدة. حزبياً، نشط في الحزب الجمهوري.